# Вулька-Домбровська
Вулька-Домбровська (пол. Wólka Dąbrowska) — село в Польщі, у гміні Цепелюв Ліпського повіту Мазовецького воєводства.
Населення — 96 осіб (2011).
У 1975-1998 роках село належало до Радомського воєводства.

## Демографія
Демографічна структура станом на 31 березня 2011 року:
|          | Загалом | Допрацездатний вік | Працездатний вік | Постпрацездатний вік |
| -------- | ------- | ------------------ | ---------------- | -------------------- |
| Чоловіки | 45      | 9                  | 32               | 4                    |
| Жінки    | 51      | 12                 | 24               | 15                   |
| Разом    | 96      | 21                 | 56               | 19                   |